# Apsil flavithorax
Apsil flavithorax är en tvåvingeart som beskrevs av Márcia Souto Couri 2003. Apsil flavithorax ingår i släktet Apsil och familjen husflugor. Inga underarter finns listade i Catalogue of Life.